# Grand Lake
Grand Lake é uma cidade  localizada no estado americano de Colorado, no Condado de Grand.

## Demografia
Segundo o censo americano de 2000, a sua população era de 447 habitantes.
Em 2006, foi estimada uma população de 437, um decréscimo de 10 (-2.2%).

## Geografia
De acordo com o United States Census Bureau tem uma área de
2,5 km², dos quais 2,5 km² cobertos por terra e 0,0 km² cobertos por água.

## Localidades na vizinhança
O diagrama seguinte representa as localidades num raio de 40 km ao redor de Grand Lake.